# Hedgpethia dampieri
Hedgpethia dampieri is een zeespin uit de familie Colossendeidae. De soort behoort tot het geslacht Hedgpethia. Hedgpethia dampieri werd in 1975 voor het eerst wetenschappelijk beschreven door Child. 